# Texas City
Texas City város az USA Texas államában, Galveston megyében. Lakosainak száma 51 898 fő (2020. április 1.).

## Népesség
A település népességének változása:

| 2010 | 45 099 |
| 2020 | 51 898 |